# NK Maribor
NK Maribor egy szlovén labdarúgócsapat Mariborból. Szlovéniában ez a leghíresebb és legeredményesebb csapat. 1991 óta, amióta létezik az 1. SNL, 13 alkalommal hódította el a bajnoki címet, és 8 alkalommal a szlovén kupát.
Az egyetlen szlovén csapat, mely szerepelt a Bajnokok Ligája kiírásában, és egy azon négy exjugoszláv csapat közül, amelyek Jugoszlávia szétesése óta szerepeltek a kiírásban.
A csapat mottója: "En klub, ena čast" (Egy csapat, egy becsület)

## Története
Az NK Maribor csapatát 1960. december 12-én alapították. A klub első mérkőzését a Kovinar ellen játszotta, melyen 2-1-es győzelmet aratott az ekkor még zöld-kék szerelésben játszó csapat. Andrija Pflander edző vezetésével a klub a szlovén bajnokságot megnyerve indulási jogot szerzett a jugoszláv második vonalban. Pflander betegsége miatt később a horvát Vladimir Šimunić vette át a csapatot. Az 1966/67-es szezonban a második ligát megnyerve a klub feljutott a jugoszláv első osztályba. Első élvonalbeli mérkőzésüket 1967. augusztusában játszották a Vardar Szkopje ellen (1-1). Öt évvel később a 10. helyen végezve a csapat kiesett a második osztályba.
A következő szezonban a második helyen végezve osztályozót játszhattak az élvonalba kerülésért.

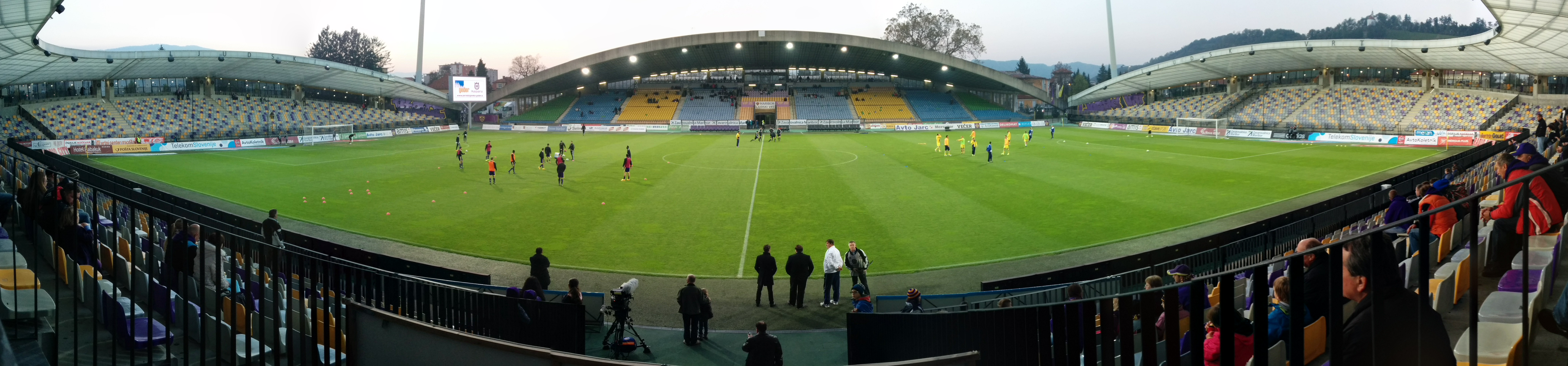
A Ljudski vrt panorámája 2015-ben

## Sikerei

### Jugoszlávia
- Jugoszláv másodosztály bajnok:
  - 1 alkalommal: 1966–1967

- Jugoszláv harmadosztály bajnok:
  - 5 alkalommal: 1960–1961, 1975–1976, 1981–1982, 1983–1984, 1985–1986

- Szlovén Köztársaság kupa-győztes:
  - 13 alkalommal: 1961, 1966, 1967, 1972–73, 1973–74, 1976–77, 1978–79, 1980–81, 1982–83, 1984–85, 1985–86, 1987–88, 1988–89

### Szlovénia
- Szlovén bajnok:
  - 15 alkalommal: 1996–1997, 1997–1998, 1998–1999, 1999–2000, 2000–2001, 2001–2002, 2002–2003, 2008–2009, 2010-2011, 2011-2012, 2012-2013, 2013-2014, 2014-2015, 2016-2017, 2018-2019

- Szlovén kupa-győztes:
  - 9 alkalommal: 1991–1992, 1993–1994, 1996–1997, 1998–1999, 2003–2004, 2009–2010, 2011–2012, 2012–2013, 2015–2016 2021-2022

- Szlovén szuperkupa-győztes:
  - 4 alkalommal: 2009, 2012, 2013, 2014

- UEFA Intertotó-kupa győztes:
  - 1 alkalommal: 2006

## Keret
2022. február 16-i állapotnak megfelelően.
| #  |     | Poszt | Név                                                          |
| -- | --- | ----- | ------------------------------------------------------------ |
| 1  | SLO | K     | Ažbe Jug                                                     |
| 2  | SLO | V     | Mirko Mutavčić                                               |
| 6  | SLO | KP    | Aleks Pihler                                                 |
| 7  | SLO | KP    | Rok Kronaveter                                               |
| 8  | CRO | KP    | Marko Alvir (kölcsönben a Viktoria Plzeň csapatától)         |
| 9  | BRA | CS    | Marcos Tavares ()                                            |
| 11 | SLO | CS    | Danijel Šturm                                                |
| 12 | SLO | V     | Gregor Sikošek                                               |
| 13 | SLO | CS    | Rok Sirk                                                     |
| 15 | SLO | KP    | Jan Repas                                                    |
| 16 | SLO | KP    | Aljaž Antolin                                                |
| 17 | SRB | KP    | Đorđe Ivanović (kölcsönben a Sahcjor Szalihorszk csapatától) |

| #  |     | Poszt | Név                                                              |
| -- | --- | ----- | ---------------------------------------------------------------- |
| 20 | SWE | V     | Max Watson                                                       |
| 22 | SLO | V     | Martin Milec                                                     |
| 23 | MNE | V     | Luka Uskoković                                                   |
| 24 | SLO | KP    | Rok Maher                                                        |
| 29 | CGO | KP    | Antoine Makoumbou (kölcsönben a Tabor Sežana csapatától)         |
| 30 | FRA | KP    | Malik Sellouki                                                   |
| 32 | SLO | V     | Nemanja Mitrović                                                 |
| 40 | ARG | V     | Ignacio Guerrico                                                 |
| 59 | SLO | K     | Samo Pridgar                                                     |
| 81 | NED | K     | Menno Bergsen                                                    |
| 91 | SRB | CS    | Ognjen Mudrinski (kölcsönben a Jagiellonia Białystok csapatától) |
| 99 | SLO | KP    | Nino Žugelj                                                      |

## Külső hivatkozások
- FK Maribor (hivatalos honlap)